# سيد أحمد بلقدروسي
 سيد أحمد بلقدروسي (1950 - 13 أغسطس 2024) هو لاعب كرة قدم جزائري. لاعب دولي سابق لمنتخب الجزائر لكرة القدم خلال سنوات السبعينات من القرن العشرين. ولعب لعدة أندية للغرب الجزائري منها رائد غرب وهران (1966-1969)، وغالي معسكر (1969-1971) ومولودية وهران في فترتين (1971-1977) و (1978-1979)، كما ارتدى قميص “الخضر- المنتخب” في 20 مناسبة من 1974 إلى 1979، مسجلا خلالها 7 أهداف. وتوج بلقب أحسن هداف للبطولة الجزائرية مع مولودية وهران في موسم 1972-1973.

## وفاته
توفي يوم الثلاثاء 13 أغسطس 2024، عن عمر ناهز الثالثة والسبعين.